# Cârța (Sibiu)
Cârţa (in passato Cârţa Săsească, in ungherese Kerc, in tedesco Kerz) è un comune della Romania di 884 abitanti, ubicato nel distretto di Sibiu, nella regione storica della Transilvania. 
Il comune è formato dall'unione di due villaggi: Cârța e Poienița (Konradsdorf).
Il monumento più importante del comune è il monastero, costruito nel 1205-1206 come monastero cistercense e successivamente fortificato e trasformato in Tempio evangelico per la comunità sassone della zona.

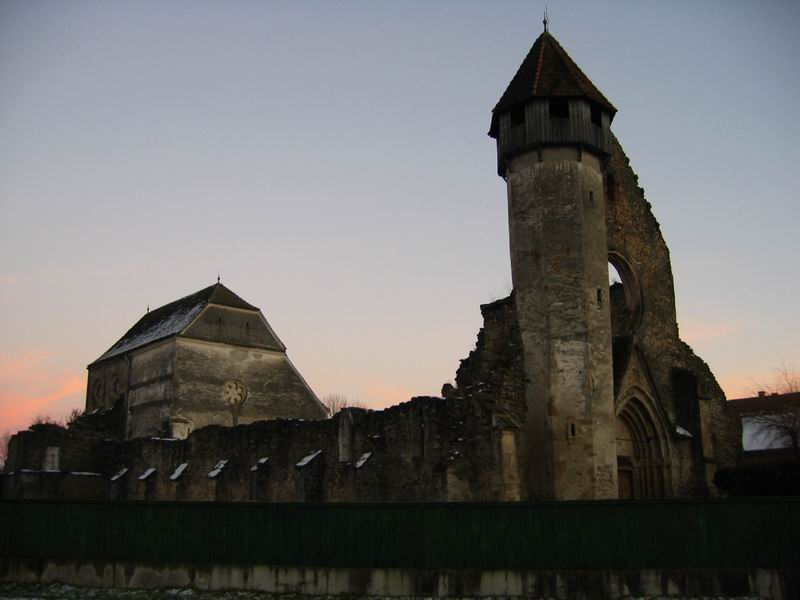
Il Monastero di Cârţa